# GFI Group
GFI Group é uma fornecedora de serviços de corretagem, informações de mercado e software para o mercado financeiro.